# بلک‌تاون
بلک‌تاون (به انگلیسی: Blacktown) یک حومه شهر در استرالیا است که در نیو ساوت ولز واقع شده‌است.